# Euodynerus
Euodynerus is een geslacht van vliesvleugelige insecten van de familie plooivleugelwespen (Vespidae).

## Soorten
- E. bidentiformis (Giordani Soika, 1942)
- E. bidentoides (Giordani Soika, 1953)
- E. curictensis Bluethgen, 1940
- E. cherkensis (Giordani Soika, 1942)
- E. dantici (Rossi, 1790)
- E. disconotatus (Lichtenstein, 1884)
- E. fastidiosus (Saussure, 1853)
- E. hellenicus Bluethgen, 1942
- E. notatus (Jurine, 1807)
- E. posticus (Herrich-Schäffer, 1841)
- E. quadrifasciatus (Fabricius, 1793)
- E. reflexus (Brullé, 1839)
- E. semisaecularis (Dalla Torre, 1889)
- E. variegatus (Fabricius, 1793)
- E. velutinus Bluethgen, 1951